# Aegilops searsii
Aegilops searsii är en gräsart som beskrevs av Feldman och Kislev. Aegilops searsii ingår i släktet bockveten, och familjen gräs. Inga underarter finns listade i Catalogue of Life.